# Маслов, Николай Васильевич (политик)
Николай Васильевич Маслов (4 мая 1880 года в Полтаве или Лубнах — 1942, Казахская ССР) — украинский общественный деятель и политик, юрист, сенатор Польской республики.

## Биография

### Обучение и профессиональная деятельность
Окончил юридический факультет в Санкт-Петербургском университете. Во время учёбы был членом украинской академической организации, которая выступала за автономию Украины в рамках существующего конституционного строя Российского государства. После окончания учёбы он стал адвокатом и членом Юридического общества в Санкт-Петербурге.
В годы Первой мировой войны Николай Васильевич работал учителем в Киеве и Житомире.
После Февральской революции в 1917 году стал директором канцелярии так называемого «малого Совета Министров» УНР, а в 1919 году — директором департамента правительства Украинской Народной Республики.
После польско-советской войны Маслов в 1920 году вместе с женой, сыном и дочерью эмигрировал в Польшу, впоследствии поселился в Луцке, где до 1930 года работал начальником Департамента сельскохозяйственной техники в местной администрации (пол. naczelnik Wydziału Urządzeń Rolniczych w Okręgowym Urzędzie Ziemskim).

### Общественная деятельность
До 1930 года он был вице-президентом, а затем стал президентом Украинского клуба «Родная хата» в Луцке. Подал в отставку с этой должности в 1936 году, когда стал главой образовательного «Общества имени Леси Украинки».
Николай Маслов также был одним из основателей, а затем членом совета «Общества сторонников православного образования и охраны традиций православной веры имени митрополита Петра Могилы» (учредительный съезд состоялся 19 ноября 1931 года).
Он также был одним из основателей в ноября 1931 года и президентом «Волынского украинского театрального общества», членом Президиума (в 1933 году — ревизионной комиссии) «Общества строительства школ на Волыни».
2 июня 1931 года распоряжением министра по делам религии и народного образования Польши Николай Васильевич назначен управляющим имения «Православного Братства Честного Креста» в Луцке.
17 октября 1933 года в Луцке представители украинских организаций Волыни образовали Волынский общественный комитет помощи голодающим в Советской Украине (ВГКДГУ). Возглавил комитет сенатор Николай Маслов, заместителями стали инженер Сергей Тимошенко и профессор Иван Власовский.

### Политическая деятельность
Маслов стал одним из основателей Волынского Украинского объединения (пол. Wołyńskie Zjednoczenie Ukraińskie). 22 июня 1931 года он подписал у нотариуса устав движения и вошёл в состав его главного совета, с 1935 года был председателем ревизионной комиссии, а с декабря того же года — руководителем библиотечной секции.
В 1930 году Николай Васильевич стал сенатором III каденции Сената Польской республики (1930—1935 годы) по списку № 1 Беспартийного блока сотрудничества с правительством Польши от Волынского воеводства. В 1935 году Маслов был вновь избран сенатором IV каденции от того же воеводства. В 1938 году, во время V каденции, был назначен заместителем сенатора от Волыни .
Николай Маслов работал в парламентском клубе Беспартийного блока. Во время IV каденции был вице-президентом URPW.
Во время III каденции работал в комитетах: конституционном (альтернативный член), образования и культуры (альтернативный член), а во время IV каденции в таких комитетах: юридическом (секретарь) и нормативном (1937—1938 годы).

### Дальнейшая судьба
После начала Второй мировой войны и советской аннексии западноукраинских земель, Николай Васильевич был арестован органами НКВД. Умер в ссылке в Казахстане .

## Взгляды
Принадлежал к сторонникам национальной политики волынского воеводы Генрика Юзевского, был сторонником проведения земельной реформы, ликвидации безработицы среди украинской интеллигенции, решения вопросов украинского образования и нормализации правового положения Православной Церкви в Польше.

## Семья
Николай Маслов был сыном Василия и Елизаветы. Женился на Вере, активистке женских организаций, которые формировались под патронатом Волынского Украинского Объединения, в частности Союза украинских работающих женщин. (После ареста Николая Васильевича и его депортации в Казахстан его жена также впоследствии оказалась в одном из концентрационных лагерей Средней Азии .) В семье был сын Леонид — инженер-конструктор, исследователь церковной и светской архитектуры Западной Волыни, который был расстрелян нацистами в Ровно или в Здолбунове. У Леонида, в свою очередь, осталась малолетняя дочь Вера.